# Monastère de Faneromeni
Le monastère de Faneromeni (en grec moderne : Μονή Φανερωμένης ) est un monastère orthodoxe situé sur l'île de Náxos en Grèce.
Le monastère est dédié à la dormition de la Vierge Marie,.

## Localisation
Il est situé à environ quinze kilomètres au nord-est de la ville de Náxos, près des villages d'Akrotíri (el) et de Chília Vrysi (el).

## Histoire

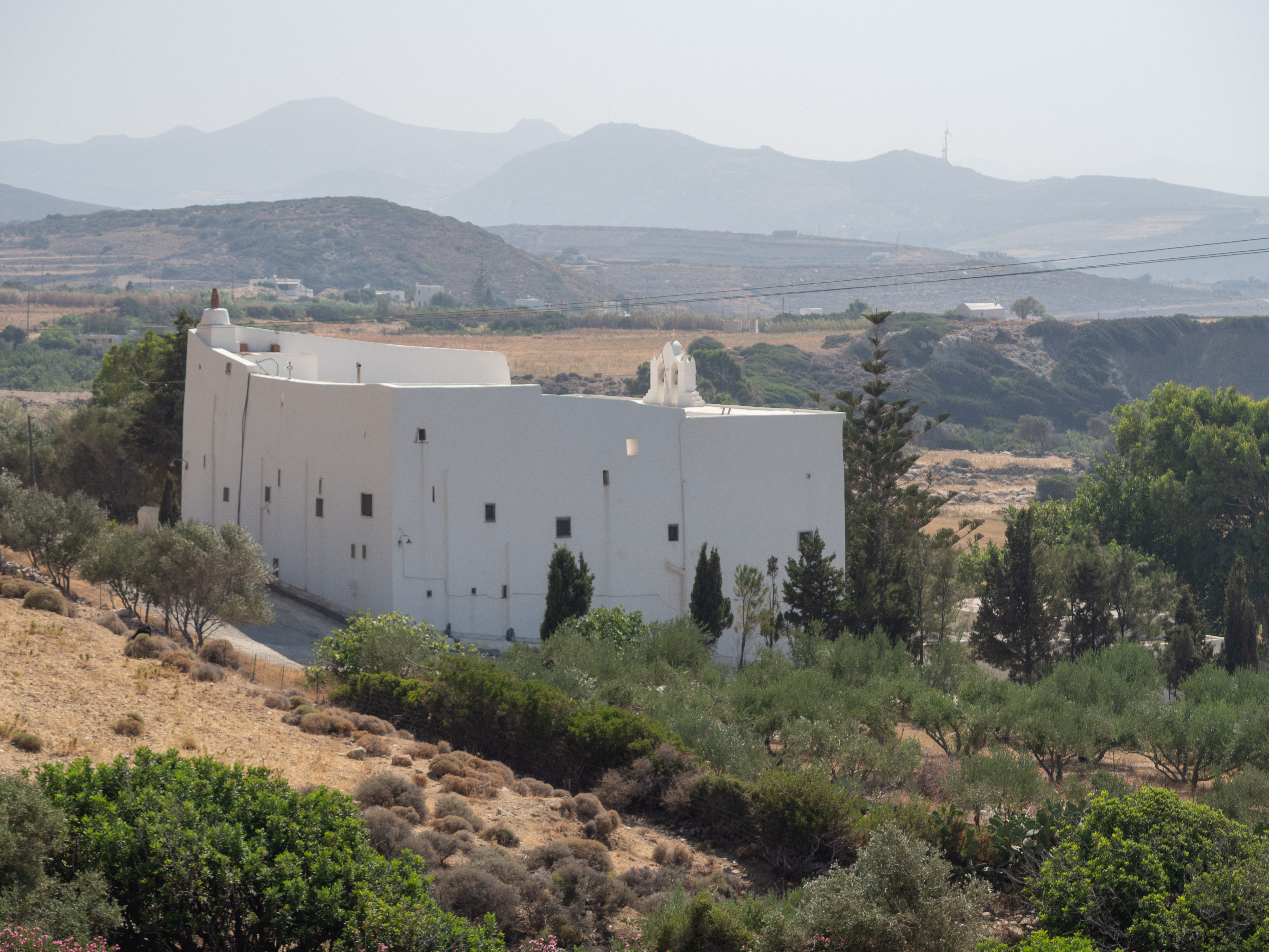
Monastère de Faneromeni.

Selon la légende, le monastère de Faneromeni a été fondé par des marins pris dans une tempête. Ils ont prié la Vierge Marie pour obtenir de l'aide et ont soudainement vu une lumière rayonner depuis le rivage. En l'atteignant, ils ont trouvé une icône de la Vierge Marie. De là vient le nom du monastère, « Faneromeni » (celle qui apparaît miraculeusement).
Le monastère existait au plus tard en 1597, date à laquelle on sait qu'il a reçu le statut de stavropégique. En 1614, le monastère passe sous la juridiction du diocèse local, mais la stavropégie est renouvelée en 1798. Le monastère de Faneroméni prospère du XVIIe au XIXe siècle, avant de décliner au XXe siècle. Aujourd'hui, le monastère abrite une petite confrérie de moines.

## Description
Le bâtiment du monastère a l'apparence d'un château construit sous la forme d'une tour vénitienne.
L'église principale du monastère (katholikon) possède deux nefs, celle du nord étant la nef principale. Chaque nef possède une iconostase en bois sculpté et doré. L'église est entourée d'une petite cour et d'autres bâtiments, qui comprennent une salle à manger (trapeza) et des chapelles, ainsi que la bibliothèque du monastère, qui contient 250 livres et documents anciens.
Le monastère célèbre sa fête chaque année les 15 et 23 août.